# Beaumont-Hague
Beaumont-Hague é uma ex-comuna francesa na região administrativa da Normandia, no departamento Mancha. Estendeu-se por uma área de 7,9 km². Em 2010 a comuna tinha 11 723 habitantes (densidade: 1 483,9 hab./km²).
Em 1 de janeiro de 2017 foi fundida com as comunas de Acqueville, Auderville, Biville, Branville-Hague, Digulleville, Éculleville, Flottemanville-Hague, Gréville-Hague, Herqueville, Jobourg, Omonville-la-Petite, Omonville-la-Rogue, Sainte-Croix-Hague, Saint-Germain-des-Vaux, Tonneville, Urville-Nacqueville, Vasteville e Vauville para a criação da nova comuna de La Hague.